# Contea di Pingjiang
La contea di Pingjiang (平江县S, Píngjiāng XiànP) è una contea della Cina, situata nella provincia di Hunan e amministrata dalla prefettura di Yueyang.